# Ondskabens Frø (Hellboy)
Ondskabens Frø er en tegneserie om Hellboy, Abe Sapien og Liz Sherman der tager ud for at løse gåden om mordet på Trevor Bruttenholm.
Tegneserien er ligesom de andre Hellboytegneserier tegnet af Mike Mignola.

## Handlingen
Trevor ringer til Hellboy, og beder ham komme så hurtigt som overhovedet muligt. Hellboy kommer. Trevor er meget oprevet. Han fortæller en forvirrende beretning om, at han tog til Nordpolen med nogle andre, for at se hvad der gemte sig der. Han kom derhen og ind i en grotte. Inde i grotten var der en stor statue der forestillede et monster. Pludselig kan han ikke huske hvad der skete. Kun at han var på deres skib igen på vej hjem. Men ingen af de andre, der var gået med ham var der.